# 天津西站老站房
天津西站老站房是原天津西站的候车室。位于原天津老城城西第三區子牙河與南運河之間的河北赵家场（今天津市红桥区西站前街1号）。始建于1909年8月，1910年12月14日投入运营，建築風格為德式新古典主義，目前，该建筑被中华人民共和国国务院批准为全国重点文物保护单位，天津市文物保护单位和特殊保护等级历史风貌建筑。天津西站老站房作為紅橋區的百年標誌性建築现因天津西站的改扩建工程而搬离原址并将作为天津铁路博物馆被永久保护，成为西站城市副中心的主要标志之一。

## 历史
1898年9月，英国和德国的资本集团在伦敦举行会议并决定承办津镇铁路（天津至镇江）。清政府屈服于压力，于1899年5月签订了借款草约，1908年签订了借款合同，并将津镇铁路改为津浦（南京浦口）铁路。但是与众不同的是，津浦铁路北段当时从半截开始施工，从静海县的良王庄向天津市内修筑，这样做是因为天津起点的地址始终未定。督办铁路大臣吕海寰派出的调查员报送了一份极有价值的材料：“河北赵家场后空地有二顷有余，地势平坦，既无庐舍，又无坟墓，堪为建设总站之用。”当时所称的“河北赵家场”，实际就是如今的红桥区北营门至南运河一带，由于当时南运河并未裁弯，故在河北岸，被称为“河北赵家场”，距离今天的天津西站不过500米。后在此修建了赵家场站，即现在的天津西站候车室。

## 建筑
天津西客站主站房为砖混结构二层楼房，建筑整体坐南朝北，立面强调对称式构图，造型丰富，建筑平面呈凸字形。建筑顶部为红瓦坡顶，开有老虎窗和烟囱， 外立面为清水砖墙，窗套、立柱、花饰及入口台阶均为石材，上雕有南极仙翁仙鹤还有龙嘴的图案与西洋风味的洋楼相配可谓中西合璧，窗式和窗套变化多样，是一座具有典型折衷主义风格的德式新古典主義建筑。

## 平移和保护
2009年9月24日，天津西站候车楼采用滑动摩擦平移方法平移至新址，这是天津市首例木结构建筑的平移工程，第一阶段向南平移135米。10月23日，第二阶段向东平移40米。11月9日上午11时天津西站候车楼完成平移，到达新址地基所在地终点。2010年5月4日西站候车楼改造进入整体抬升阶段，工程设计由98个千斤顶将候车楼抬升3.6米。平移完成后的西站小洋楼作为铁路博物馆永久保留，并与西沽公园共同构成天津西站地区城市副中心的两大景观。
此次整修的原则是“修旧如故，有机更新”。依照候车楼的老照片和历史档案，恢复原有的老虎窗和烟囱，墙体外立面上安装的排水管、空调等室外设施将被遮蔽住。
迄今为止，西站老站房仍在维护改造中，并未对外开放。

## 轶事
二十世纪八十年代，在刘文亨和班德贵合说的相声作品《新风尚》中，讲述了春节期间一位来自广东的老人在天津西站下车，老人想找自己的儿子但由于不识字又只会说粤语，在刚下过雪的冬天却急得满头大汗，逗哏演员刘文亨化身天津西站周边的交通民警将老人安顿在西站交通队后便只身来到位于西站前街的天津电工器材制造西厂，希望得到该厂南方职工的帮助。当时正值工厂午休时间，民警便来到工厂食堂，焦急之际刚好进来一位广东职工。二人立刻回到交通队立即帮老人“翻译”出了老人的儿子叫于浩海，底包袱为捧哏演员班德贵拿于浩海的粤语发音“咦呼嗨”抓哏。

## 外部連結
- 解决历史遗留设施问题(图)
- 纪录天津近代史沧桑-天津西站（页面存档备份，存于）
- 天津西站改擴建工程[永久]
- 天津西站动态新闻
- 百年天津西站将变身现代化大型综合交通枢纽（页面存档备份，存于）